# Plat (ustensile)
Pour les articles homonymes, voir Plat.

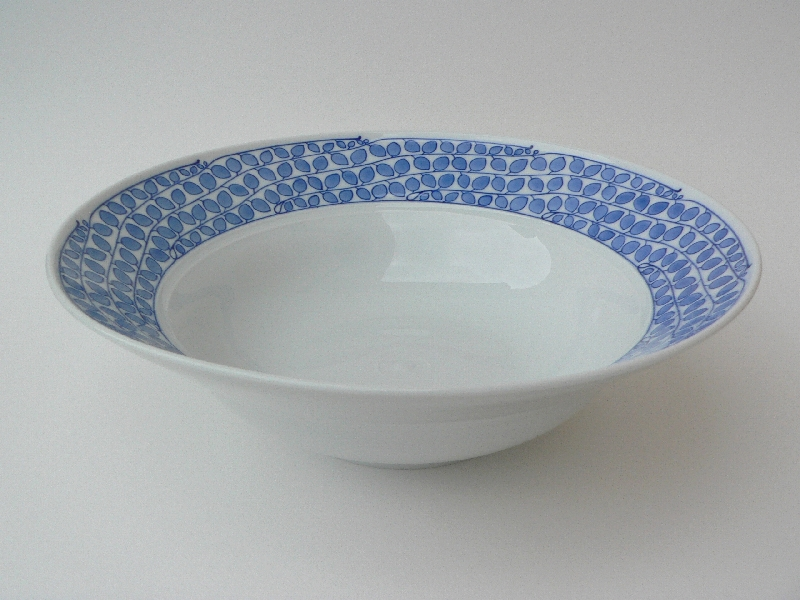
Plat rond et creux en porcelaine

En cuisine, un plat est une pièce de vaisselle plus ou moins creuse dans laquelle on sert les mets et qui peut parfois servir à les cuire.
L'utilisation de couverts n'est en aucun cas prohibé 
Par métonymie, le terme désigne aussi le mets contenu dans le plat.

## Typologie des plats
Il existe une immense variété de plats selon leur matériau, leur forme et volume, leur décoration, leurs usages (courant ou festif, adapté à la cuisson ou non, etc.), etc. Une alternative au plat familial est le recours à des ustensiles individuels, chacun ayant à sa disposition une sorte de mini-plat personnel contenant une portion.
La taille d'un plat conditionne une partie de ses modes d'utilisation et une répartition de la nourriture entre plusieurs plats de moindre taille est souvent nécessaire si les convives sont nombreux : un grand plat, donc souvent lourdement garni, peut être difficilement déplaçable et imposer un service approprié (serveurs ou organisation de la tablée) ; un plat petit peut s'avérer inadapté en obligeant à son renouvellement et, à conditions équivalentes, il ne met pas le mets en valeur autant qu'un grand plat judicieusement garni, voire décoré. Un grand plat peut rassembler les différents composantes d'un mets complexe, alors que des plats de moindre taille seront affectés chacun à une de ses composantes ; un compromis étant l'ajout d'un plat secondaire (notamment pour les légumes) en complément du plat principal.
Dans un certain nombre de recettes, la taille du plat conditionne assez étroitement la quantité de nourriture qu'il permet de cuisiner : ainsi une tarte aux pommes classique fournira un certain nombre de parts selon sa taille, son épaisseur étant relativement imposée.
La forme est souvent adaptée à celle de la pièce de viande ou de poisson si celle-ci a été laissée entière : le service se fera mieux et le plat sera plus agréable à regarder. Indépendamment de sa taille, il sera creux en fonction du volume de son contenu, surtout si celui-ci est en vrac ou comporte une sauce abondante.
Pour les hors-d'œuvre, il existe de petits plats adaptés, de forme allongée, appelés raviers.